# John Hookham Frere
John Hookham Frere (ur. 21 maja 1769, zm. 7 stycznia 1846) był brytyjskim dyplomatą i pisarzem.
Ukończył Eton College oraz Gonville and Caius College na Uniwersytecie Cambridge .
W październiku 1800 roku został posłem nadzwyczajnym w Lizbonie, gdzie pozostał do 1802 roku. W latach 1802–1804 był ambasadorem w Madrycie. Od 1805 roku poseł przy wielkiej juncie hiszpańskiej. 
W 1807 mianowany posłem w Berlinie, lecz w końcu znów posłany do Hiszpanii w 1808 roku. Gdy Napoleon zaatakował Hiszpanię, przekonał gen. Johna Moore (1761-1809) by próbował zająć Madryt przed Francuzami, co skończyło się porażką militarną. Sam generał wolałby jedynie osłaniać odwrót sił królewskich ze stolicy. Frere'a oskarżano wówczas o nieudolność i brak rozwagi, a jego miejsce jako brytyjskiego posła przy hiszpańskim dworze zajął Richard Wellesley, 1. markiz Wellesley. 
Pisał wiersze i tłumaczył Arystofanesa. Napisał między innymi poemat oktawą Prospectus and Specimen of an Intended National Work.